# Stazione di Bagnara
Stazione di Bagnara vasútállomás Olaszországban, Calabria régióban, Bagnara Calabra településen.

## Vasútvonalak
Az állomást az alábbi vasútvonalak érintik:
- Battipaglia–Reggio di Calabria-vasútvonal

## Kapcsolódó állomások
A vasútállomáshoz az alábbi állomások vannak a legközelebb:
- Stazione di Palmi
- Stazione di Favazzina